# Jakob Hanzálek
Jakob Hanzálek (* 24. Juni 2003 in Washington, D.C.) ist ein deutscher Basketballspieler.

## Laufbahn
Hanzálek spielte in der Jugendabteilung des TV Memmingen, 2017 wurde er mit dem TVM deutscher Vizemeister in der Altersklasse U14. Er setzte seine Basketball-Ausbildung im Nachwuchsbereich des Bundesligisten Ratiopharm Ulm fort, in der Saison 2020/21 wurde Hanzálek erstmals in der Ulmer Fördermannschaft OrangeAcademy in der 2. Bundesliga ProB eingesetzt.
In der Sommerpause 2021 schloss er sich dem Zweitligisten Ehingen/Urspring an. Mit der Mannschaft stieg er 2022 aus der 2. Bundesliga ProA ab, Hanzálek ging zur Saison 2022/23 in die dritthöchste deutsche Spielklasse zum SC Rist Wedel. Anfang November 2022 wechselte er in die Südstaffel derselben Liga zur Karlsruher Mannschaft Seeburger College Wizards. Nachdem sich die Karlsruher im Anschluss an die Saison 2022/23 in die Regionalliga zurückgezogen hatten, nahm Hanzálek im Sommer 2023 ein Angebot des Drittligisten BG Leitershofen/Stadtbergen an. Für die Mannschaft erzielte er im Verlauf des Spieljahres 2023/24 im Durchschnitt 7,5 Punkte je Begegnung.
Hanzálek kehrte 2024 mit seinem Wechsel zu den EPG Guardians Koblenz in die zweithöchste deutsche Spielklasse zurück.